# Bilady, Bilady, Bilady
Sangen Bilady, Bilady, Bilady (Mit hjemland, mit hjemland, mit hjemland) er Egyptens nationalmelodi. Tekst og musik er komponeret af Sayed Darwish, og den blev gjort til officiel nationalhymne i 1979.
Sangen har tre vers, men det er kun første vers, der synges regelmæssigt.

## Arabisk sang-tekst
بلادي بلادي بلادي
لكِ حبي و فؤادي
بلادي بلادي بلادي
لك حبي و فؤادي
مصر يا أم البلاد
انت غايتي والمراد
وعلى كل العباد
كم لنيلك من اياد
بلادي بلادي بلادي
لكِ حبي و فؤادي
بلادي بلادي بلادي
لك حبي و فؤادي
مصر انت أغلى درة
فوق جبين الدهر غرة
يا بلادي عيشي حرة
واسلمي رغم الأعادي
بلادي بلادي بلادي
لكِ حبي و فؤادي
بلادي بلادي بلادي
لك حبي و فؤادي
مصر اولادك كرام
أوفياء يرعوا الزمام
سوف تحظى بالمرام
باتحادهم و اتحادي
بلادي بلادي بلادي
لكِ حبي و فؤادي
بلادي بلادي بلادي
لكِ حبي و فؤادي
مصر يا بلد النعيم
سدت بالمجد القديم
مقصدى دفع الغريم
وعلى الله اعتمادى
بلادي بلادي بلادي
لكِ حبي و فؤادي

## Transskription fra arabisk
KOR:
Biladi biladi biladi
Lakihubbi wa fuadi
(gentages)
Misr ya umm al bilad
Inti ghayati wal murad
Wa alla ku il ibad
Kam lineelik min ayadi
KOR
Misr intiaghla durra
Fawq gabeen addahr ghurra
Ya biladi aishihurra
Wa asadi raghm al adi.
KOR
Misr awladik kiram
Aufiya yaruzimam
Saufa takhti bilmaram
Bittihadhim waittihadi.

## Oversættelse til dansk
KOR:
Mit hjemland, mit hjemland, mit hjemland,
Min kærlighed og mit hjerte er vendt mod dig.
(gentages)
Egypten! Oh, alle landes moder,
Du er mit håb og min stræben,
Hvordan kan man tælle
Nilens velsignelser for menneskeheder?
KOR
Egypten! Du dyrebare juvel,
Som stråler på evighedens pande!
Åh, mit hjemland, vær frit for evigt,
Sikker for alle fjender!
KOR
Egypten! Dine børn er ædle,
Loyale, og beskyttere af din jord.
I krig og i fred
Giver vi vore liv for din skyld.